# Poecilotraphera comperei
Poecilotraphera comperei är en tvåvingeart som först beskrevs av Daniel William Coquillett 1904.  Poecilotraphera comperei ingår i släktet Poecilotraphera och familjen bredmunsflugor. Inga underarter finns listade i Catalogue of Life.